# L'artiglio rosa
L'artiglio rosa (Honor of the Family) è un film statunitense del 1931 diretto da Lloyd Bacon.
È basato su un'opera teatrale di Émile Fabre basata sul romanzo La Rabouilleuse di Honoré de Balzac (1842).